# Boehmantis microtympanum
Boehmantis microtympanum is een kikker uit de familie gouden kikkers (Mantellidae).  De soort werd voor het eerst wetenschappelijk beschreven door Angel in 1935. Oorspronkelijk werd de wetenschappelijke naam Mantidactylus microtympanum gebruikt. Het is de enige soort uit het geslacht Boehmantis.

## Uiterlijke kenmerken
De lengte is ongeveer 6 tot 8 centimeter, de kleur is groen tot bruin met een marmertekening die lijkt op de ondergrond waar de soort voorkomt. De onderzijde is wit van kleur en gevlekt, vooral bij de keel. Het tympanum is ongeveer een-vierde zo groot als het oog. De voorpoten hebben geen zwemvliezen, de achterpoten juist goed ontwikkelde vliezen tussen de tenen. Juveniele exemplaren zijn makkelijk te verwarren met bepaalde Mantella- soorten.

## Verspreiding en habitat
Boehmantis microtympanum komt voor in Afrika en is endemisch op het eiland Madagaskar. De soort komt voor in berggebieden in het oosten van het land. De habitat bestaat uit beekjes waar de kikker vaak op stenen wordt aangetroffen. De soort is nachtactief maar wordt ook wel in de namiddag aangetroffen.

## Voortplanting
Over de voortplanting is weinig bekend; er zijn nog nooit legsels of kikkervisjes gevonden, eitjes uit opengesneden vrouwtjes zijn relatief groot.